# Double Vision
Double Vision va ser un duo valencià de música dance que es donà a conèixer a la dècada del 1990 amb lletres enganxoses i ritmes energètics, format per la cantant Carol McCloskey i el punxadiscos Pedro Cerveró.
Després de l'èxit inicial a l'Estat espanyol amb el senzill «Knockin'» (1995) va gaudir d'una gran popularitat internacional, convertint-se en disc d'or i assolint el Top 5 de la llista de senzills a Alemanya, Àustria, Bèlgica i els Països Baixos, i el Top 10 a Suïssa.

## Discografia

### Àlbums
1996: Unsafe Building

### Senzills
- 1993: Sara
- 1993: Honey Be Good
- 1993: Unsafe Building
- 1995: Knockin’
- 1996: All Right
- 1996: Alone Again Or…
- 1998: Money
- 1998: Knockin’ (Rmx 2000)
- 1999: Love Me Now
- 2012: Knockin’ 2012